# Соболенко Аріна Сергіївна
Аріна Соболенко (біл. Арына Сяргееўна Сабаленка, нар. 5 травня 1998) — білоруська професійна тенісистка, дворазова переможниця Відкритого чемпіонату Австралії.
Свій перший турнір WTA Соболенко виграла в серпні 2018 року. Це був турнір прем'єрної категорії Connecticut Open. Ця перемога дозволила тенісистці піднятися в першу двадцятку рейтингу WTA.
У січні 2019 року Соболенко увійшла до чільної десятки світового рейтингу.
Перший титул Великого слема Соболенко виграла в парному розряді на Відкритому чемпіонаті США 2019, граючи разом із бельгійкою Елісе Мертенс.

## Значні фінали

### Фінали турнірів Великого слема

#### Одиночний розряд: 3 титули
| Результат | Рік  | Турнір          | Поверхня | Супротивниця    | Рахунок            |
| --------- | ---- | --------------- | -------- | --------------- | ------------------ |
| Перемога  | 2023 | Australian Open | Хард     | Олена Рибакіна  | 4–6, 6–3, 6–4      |
| Поразка   | 2023 | US Open         | Хард     | Коко Гофф       | 6–2, 3–6, 2–6      |
| Перемога  | 2024 | Australian Open | Хард     | Чжен Ціньвень   | 6–3, 6–2           |
| Перемога  | 2024 | US Open         | Хард     | Джессіка Пегула | 7–5, 7–5           |
| Поразка   | 2025 | Australian Open | Хард     | Медісон Кіз     | 6–3, 2–6, 5–7      |
| Поразка   | 2025 | French Open     | Ґрунт    | Коко Гофф       | 7–6(7–5), 2–6, 4–6 |

#### Парний розряд: 2 титули
| Результат | Рік  | Турнір          | Поверхня | Партнерка     | Супротивниці                          | Рахунок  |
| --------- | ---- | --------------- | -------- | ------------- | ------------------------------------- | -------- |
| Перемога  | 2019 | US Open         | Хард     | Елісе Мертенс | Вікторія Азаренко Ешлі Барті          | 7–5, 7–5 |
| Перемога  | 2021 | Australian Open | Хард     | Елісе Мертенс | Барбора Крейчикова Катержина Сінякова | 6–2, 6–3 |

### Фінали WTA Elite Trophy

#### Одиночний розряд: 1 титул
| Результат | Рік  | Місто                 | Поверхня    | Супротивниця | Рахунок  |
| --------- | ---- | --------------------- | ----------- | ------------ | -------- |
| Перемога  | 2019 | WTA Elite Trophy, КНР | Хард (зала) | Кікі Бертенс | 6–4, 6–2 |

### Турніри WTA Premier

#### Одиночний розряд: 7 титули
| Результат | Рік  | Турнір            | Поверхня | Супротивниця    | Рахунок            |
| --------- | ---- | ----------------- | -------- | --------------- | ------------------ |
| Перемога  | 2018 | Wuhan Open        | Хард     | Анетт Контавейт | 6–3, 6–3           |
| Перемога  | 2019 | Wuhan Open (2)    | Хард     | Алісон Ріск     | 6–3, 3–6, 6–1      |
| Перемога  | 2020 | Qatar Total Open  | Хард     | Петра Квітова   | 6-3, 6-3           |
| Перемога  | 2021 | Madrid Open       | Ґрунт    | Ешлі Барті      | 6–0, 3–6, 6–4      |
| Поразка   | 2023 | Indian Wells Open | Хард     | Олена Рибакіна  | 6–7(11–13), 4–6    |
| Перемога  | 2023 | Madrid Open (2)   | Ґрунт    | Іга Свьонтек    | 6–3, 3–6, 6–3      |
| Поразка   | 2024 | Madrid Open       | Ґрунт    | Іга Свьонтек    | 5–7, 6–4, 6–7(7–9) |
| Поразка   | 2024 | Italian Open      | Ґрунт    | Іга Свьонтек    | 2–6, 3–6           |
| Перемога  | 2024 | Cincinnati Open   | Хард     | Джессіка Пегула | 6–3, 7–5           |
| Перемога  | 2024 | Wuhan Open (3)    | Хард     | Чжен Ціньвень   | 6–3, 5–7, 6–3      |
| Поразка   | 2025 | Indian Wells Open | Хард     | Мірра Андреєва  | 6–2, 4–6, 3–6      |
| Перемога  | 2025 | Miami Open        | Хард     | Джессіка Пегула | 7–5, 6–2           |
| Перемога  | 2025 | Madrid Open       | Ґрунт    | Коко Гофф       | 6–3, 7–6(7–3)      |

#### Парний розряд: 3 (2 титули)
| Результат | Рік  | Турнір            | Поверхня | Партнерка     | Супротивниці                          | Рахунок       |
| --------- | ---- | ----------------- | -------- | ------------- | ------------------------------------- | ------------- |
| Перемога  | 2019 | Indian Wells Open | Хард     | Елізе Мертенс | Барбора Крейчикова Катержина Сінякова | 6–3, 6–2      |
| Перемога  | 2019 | Miami Open        | Хард     | Елізе Мертенс | Саманта Стосур Чжан Шуай              | 7–6(7–5), 6–2 |
| Поразка   | 2019 | Wuhan Open        | Хард     | Елізе Мертенс | Дуань Інін Вероніка Кудерметова       | 6–7(3–7), 2–6 |

## Фінали туру WTA

### Одиночний розряд: 38 (20 титулів, 18 поразок)
| Легенда                                           |
| ------------------------------------------------- |
| Турніри Великого шлему (3–3)                      |
| Фінал WTA (0–1)                                   |
| WTA Elite Trophy (1–0)                            |
| Турніри WTA 1000 (Турніри WTA Premier) (9–4)      |
| Турніри WTA 500 (Турніри WTA Premier) (5–6)       |
| Турніри WTA 250 (Турніри WTA International) (2–3) |

| Фінали за покриттям |
| ------------------- |
| Тверде (17–8)       |
| Ґрунт (3–7)         |
| Трава (0–2)         |

| Результат | В-П   | Дата     | Турнір                                            | Tier          | Покриття   | Опонент                  | Рахунок            |
| --------- | ----- | -------- | ------------------------------------------------- | ------------- | ---------- | ------------------------ | ------------------ |
| Поразка   | 0–1   | Жов 2017 | Tianjin Open, КНР                                 | International | Тверде     | Марія Шарапова           | 5–7, 6–7(8–10)     |
| Поразка   | 0–2   | Кві 2018 | Ladies Open Lugano, Швейцарія                     | International | Ґрунт      | Елісе Мертенс            | 5–7, 2–6           |
| Поразка   | 0–3   | Чер 2018 | Eastbourne International, Велика Британія         | Premier       | Трава      | Каролін Возняцкі         | 5–7, 6–7(5–7)      |
| Перемога  | 1–3   | Сер 2018 | Connecticut Open, США                             | Premier       | Тверде     | Карла Суарес Наварро     | 6–1, 6–4           |
| Перемога  | 2–3   | Вер 2018 | Wuhan Open, КНР                                   | Premier 5     | Тверде     | Анетт Контавейт          | 6–3, 6–3           |
| Перемога  | 3–3   | Січ 2019 | WTA Shenzhen Open, КНР                            | International | Тверде     | Алісон Ріск              | 4–6, 7–6(7–2), 6–3 |
| Поразка   | 3–4   | Сер 2019 | Silicon Valley Classic, США                       | Premier       | Тверде     | Чжен Сайсай              | 3–6, 6–7(3–7)      |
| Перемога  | 4–4   | Вер 2019 | Wuhan Open, КНР (2)                               | Premier 5     | Тверде     | Алісон Ріск              | 6–3, 3–6, 6–1      |
| Перемога  | 5–4   | Жов 2019 | WTA Elite Trophy, КНР                             | Elite         | Тверде (i) | Кікі Бертенс             | 6–4, 6–2           |
| Перемога  | 6–4   | Лют 2020 | Qatar Ladies Open, Катар                          | Premier 5     | Тверде     | Петра Квітова            | 6–3, 6–3           |
| Перемога  | 7–4   | Жов 2020 | Ostrava Open, Чехія                               | Premier       | Тверде (i) | Вікторія Азаренко        | 6–2, 6–2           |
| Перемога  | 8–4   | Лис 2020 | Linz Open, Австрія                                | International | Тверде (i) | Елісе Мертенс            | 7–5, 6–2           |
| Перемога  | 9–4   | Січ 2021 | Abu Dhabi Open, UAE                               | WTA 500       | Тверде     | Вероніка Кудерметова     | 6–2, 6–2           |
| Поразка   | 9–5   | Кві 2021 | Porsche Tennis Grand Prix, Німеччина              | WTA 500       | Ґрунт (i)  | Ешлі Барті               | 6–3, 0–6, 3–6      |
| Перемога  | 10–5  | Тра 2021 | Мастерс Мадрид, Іспанія                           | WTA 1000      | Ґрунт      | Ешлі Барті               | 6–0, 3–6, 6–4      |
| Поразка   | 10–6  | Кві 2022 | Stuttgart Open, Німеччина                         | WTA 500       | Ґрунт (i)  | Іга Свьонтек             | 2–6, 2–6           |
| Поразка   | 10–7  | Чер 2022 | Rosmalen Grass Court Championships, Нідерланди    | WTA 250       | Трава      | Катерина Олександрова    | 5–7, 0–6           |
| Поразка   | 10–8  | Лис 2022 | Фінал WTA, США                                    | Фінали        | Тверде (i) | Каролін Гарсія           | 6–7(4–7), 4–6      |
| Перемога  | 11–8  | Січ 2023 | Adelaide International, Австралія                 | WTA 500       | Тверде     | Лінда Носкова            | 6–3, 7–6(7–4)      |
| Перемога  | 12–8  | Січ 2023 | Відкритий чемпіонат Австралії з тенісу, Австралія | Grand Slam    | Тверде     | Олена Рибакіна           | 4–6, 6–3, 6–4      |
| Поразка   | 12–9  | Бер 2023 | Indian Wells Open, США                            | WTA 1000      | Тверде     | Рибакіна Олена Андріївна | 6–7(11–13), 4–6    |
| Поразка   | 12–10 | Кві 2023 | Stuttgart Open, Німеччина                         | WTA 500       | Ґрунт (i)  | Іга Свйонтек             | 3–6, 4–6           |
| Перемога  | 13–10 | Тра 2023 | Madrid Open, Іспанія (2)                          | WTA 1000      | Ґрунт      | Іга Свйонтек             | 6–3, 3–6, 6–3      |
| Поразка   | 13–11 | Вер 2023 | Відкритий чемпіонат США з тенісу, США             | Grand Slam    | Тверде     | Корі Гофф                | 6–2, 3–6, 2–6      |
| Поразка   | 13–12 | Січ 2024 | Brisbane International, Австралія                 | WTA 500       | Тверде     | Рибакіна Олена Андріївна | 0–6, 3–6           |
| Перемога  | 14–12 | Січ 2024 | Australian Open, Австралія (2)                    | Grand Slam    | Тверде     | Чжен Ціньвень            | 6–3, 6–2           |
| Поразка   | 14–13 | Тра 2024 | Madrid Open, Іспанія                              | WTA 1000      | Ґрунт      | Іга Свйонтек             | 5–7, 6–4, 6–7(7–9) |
| Поразка   | 14–14 | Тра 2024 | Мастерс Рим, Італія                               | WTA 1000      | Ґрунт      | Іга Свйонтек             | 2–6, 3–6           |
| Перемога  | 15–14 | Сер 2024 | Мастерс Цинциннаті, США                           | WTA 1000      | Тверде     | Джессіка Пегула          | 6–3, 7–5           |
| Перемога  | 16–14 | Вер 2024 | US Open, США                                      | Grand Slam    | Тверде     | Джессіка Пегула          | 7–5, 7–5           |
| Перемога  | 17–14 | Жов 2024 | Wuhan Open, КНР (3)                               | WTA 1000      | Тверде     | Чжен Ціньвень            | 6–3, 5–7, 6–3      |
| Перемога  | 18–14 | Січ 2025 | Brisbane International, Австралія                 | WTA 500       | Тверде     | Поліна Кудерметова       | 4–6, 6–3, 6–2      |
| Поразка   | 18–15 | Січ 2025 | Australian Open, Австралія                        | Grand Slam    | Тверде     | Медісон Кіз              | 3–6, 6–2, 5–7      |
| Поразка   | 18–16 | Бер 2025 | Indian Wells Open, США                            | WTA 1000      | Тверде     | Мірра Андрєєва           | 6–2, 4–6, 3–6      |
| Перемога  | 19–16 | Бер 2025 | Відкритий чемпіонат Маямі з тенісу, США           | WTA 1000      | Тверде     | Джессіка Пегула          | 7–5, 6–2           |
| Поразка   | 19–17 | Кві 2025 | Stuttgart Open, Німеччина                         | WTA 500       | Ґрунт (i)  | Олена Остапенко          | 4–6, 1–6           |
| Перемога  | 20–17 | Кві 2025 | Mutua Madrid Open                                 | WTA 1000      | Ґрунт      | Корі Гофф                | 6–3, 7–6(7–3)      |
| Поразка   | 20–18 | Тра 2025 | Відкритий чемпіонат Франції з тенісу              | Grand Slam    | Ґрунт      | Коко Гофф                | 6–7(5–7), 6–2, 6–4 |

### Парний розряд: 8 (6 титулів, 2 поразки)
| Легенда                                |
| -------------------------------------- |
| Grand Slam (2–0)                       |
| WTA Фінали (0–0)                       |
| WTA 1000 (Premier 5 / Premier M) (2–1) |
| WTA 500 (Premier) (2–0)                |
| WTA 250 (International) (0–1)          |

| Фінали за покриттям |
| ------------------- |
| Тверде (5–1)        |
| Ґрунт (0–1)         |
| Трава (1–0)         |

| Результат | В-П | Дата     | Турнір                                            | Tier          | Покриття   | Партнер                     | Опоненти                              | Рахунок          |
| --------- | --- | -------- | ------------------------------------------------- | ------------- | ---------- | --------------------------- | ------------------------------------- | ---------------- |
| Поразка   | 0–1 | Кві 2018 | Ladies Open Lugano, Швейцарія                     | International | Ґрунт      | Віра Лапко                  | Кірстен Фліпкенс Елісе Мертенс        | 1–6, 3–6         |
| Перемога  | 1–1 | Бер 2019 | Indian Wells Open, США                            | Premier M     | Тверде     | Елісе Мертенс               | Барбора Крейчикова Катержина Сінякова | 6–3, 6–2         |
| Перемога  | 2–1 | Бер 2019 | Відкритий чемпіонат Маямі з тенісу, США           | Premier M     | Тверде     | Елісе Мертенс               | Саманта Стосур Чжан Шуай              | 7–6(7–5), 6–2    |
| Перемога  | 3–1 | Вер 2019 | Відкритий чемпіонат США з тенісу, США             | Grand Slam    | Тверде     | Елісе Мертенс               | Вікторія Азаренко Ешлі Барті          | 7–5, 7–5         |
| Поразка   | 3–2 | Вер 2019 | Wuhan Open, КНР                                   | Premier 5     | Тверде     | Елісе Мертенс               | Дуань Їн'їн Вероніка Кудерметова      | 6–7(3–7), 2–6    |
| Перемога  | 4–2 | Жов 2020 | Ostrava Open, Чехія                               | Premier       | Тверде (i) | Елісе Мертенс               | Габріела Дабровскі Луїза Стефані      | 6–1, 6–3         |
| Перемога  | 5–2 | Лют 2021 | Відкритий чемпіонат Австралії з тенісу, Австралія | Grand Slam    | Тверде     | Елісе Мертенс               | Барбора Крейчикова Катержина Сінякова | 6–2, 6–3         |
| Перемога  | 6–2 | Чер 2021 | German Open, Німеччина                            | WTA 500       | Трава      | Азаренко Вікторія Федорівна | Ніколь Меліхар Демі Схюрс             | 4–6, 7–5, [10–4] |

## Фінали турнірів серії WTA 125K

### Одиночний розряд: 1 (1 титул)
| Результат | Ранг | Дата              | Турнір             | Покриття | Опонент         | Рахунок  |
| --------- | ---- | ----------------- | ------------------ | -------- | --------------- | -------- |
| Перемога  | 1.   | 26 листопада 2017 | Mumbai Open, Індія | Тверде   | Даліла Якупович | 6–2, 6–3 |

### Парний розряд: 1 (1 титул)
| Результат | Ранг | Дата              | Турнір                             | Покриття  | Партнерка            | Опонентки                  | Рахунок               |
| --------- | ---- | ----------------- | ---------------------------------- | --------- | -------------------- | -------------------------- | --------------------- |
| Перемога  | 1.   | 19 листопада 2017 | OEC Taipei WTA Challenger, Тайвань | Килим (i) | Вероніка Кудерметова | Монік Адамчак Наомі Броуді | 2–6, 7–6(7–5), [10–6] |

## Фінали ITF

### Одиночний розряд (5 титулів, 3 поразки)
| Легенда                 |
| ----------------------- |
| Турніри $100,000        |
| Турніри $75,000         |
| Турніри $50,000/$60,000 |
| Турніри $25,000         |
| Турніри $15,000         |
| Турніри $10,000         |

| Результат | Дата              | Турнір             | Покриття  | Опонент               | Рахунок            |
| --------- | ----------------- | ------------------ | --------- | --------------------- | ------------------ |
| Перемога  | 28 вересня 2015   | Анталія, Туреччина | Тверде    | Daiana Negreanu       | 6–3, 7–5           |
| Перемога  | 5 жовтня 2015     | Анталія, Туреччина | Тверде    | Nicoleta Dascălu      | 6–4, 6–7(4–7), 7–5 |
| Поразка   | 14 грудня 2015    | Наві-Мумбаї, Індія | Тверде    | Барбара Гаас          | 6–7(2–7), 6–7(6–8) |
| Перемога  | 21 грудня 2015    | Пуне, Індія        | Тверде    | Viktoria Kamenskaya   | 6–3, 6–4           |
| Поразка   | 21 лютого 2016    | Перт, Австралія    | Тверде    | Аріна Родіонова       | 1–6, 1–6           |
| Перемога  | 29 травня 2016    | Тяньцзінь, КНР     | Тверде    | Nina Stojanović       | 5–7, 6–3, 6–1      |
| Перемога  | 20 листопада 2016 | Toyota, Японія     | Килим (i) | Lizette Cabrera       | 6–2, 6–4           |
| Поразка   | 19 березня 2017   | Шеньчжень, КНР     | Тверде    | Ekaterina Alexandrova | 2–6, 5–7           |

### Парний розряд: 2 (1 титул)
| Турніри $100,000 |
| Турніри $75,000  |
| Турніри $50,000  |
| Турніри $25,000  |
| Турніри $15,000  |
| Турніри $10,000  |

| Результат | Дата           | Турнір             | Покриття | Партнер          | Опоненти                     | Рахунок          |
| --------- | -------------- | ------------------ | -------- | ---------------- | ---------------------------- | ---------------- |
| Поразка   | 13 квітня 2015 | Іракліон, Греція   | Тверде   | Тамара Чурович   | Sharrmadaa Baluu Lee Pei-chi | 6–4, 3–6, [2-10] |
| Перемога  | 3 жовтня 2015  | Анталія, Туреччина | Тверде   | Vivien Juhászová | Айла Аксу Anita Husarić      | 6–1, 6–3         |

## Перемоги над гравцями першої 10-ки
| #            | Гравець           | Рейтинг | Турнір                                    | Покриття | Раунд       | Рахунок            | AS Рейтинг |
| ------------ | ----------------- | ------- | ----------------------------------------- | -------- | ----------- | ------------------ | ---------- |
| Тур WTA 2018 |                   |         |                                           |          |             |                    |            |
| 1.           | Кароліна Плішкова | No. 7   | Eastbourne International, Велика Британія | Трава    | Чвертьфінал | 6–3, 2–6, 7–6(7–5) | No. 45     |
| 2.           | Каролін Возняцкі  | No. 2   | Мастерс Канада, Канада                    | Хард     | 2-е Коло    | 5–7, 6–2, 7–6(7–4) | No. 39     |
| 3.           | Кароліна Плішкова | No. 8   | Мастерс Цинциннаті, США                   | Хард     | 2-е Коло    | 2–6, 6–3, 7–5      | No. 34     |
| 4.           | Каролін Гарсія    | No. 5   | Мастерс Цинциннаті, США                   | Хард     | 3-е Коло    | 6–4, 3–6, 7–5      | No. 34     |
| 5.           | Юлія Гергес       | No. 9   | Connecticut Open, США                     | Хард     | Півфінал    | 6–4, 7–6(7–3)      | No. 25     |
| 6.           | Петра Квітова     | No. 5   | Відкритий чемпіонат США, США              | Хард     | 3-е Коло    | 7–5, 6–1           | No. 20     |
| 7.           | Еліна Світоліна   | No. 6   | Wuhan Open, КНР                           | Хард     | 2-е Коло    | 6–4, 2–6, 6–1      | No. 20     |
| 8.           | Каролін Гарсія    | No. 8   | China Open, КНР                           | Хард     | 3-е Коло    | 5–7, 7–6(7–3), 6–0 | No. 16     |
| Тур WTA 2019 |                   |         |                                           |          |             |                    |            |
| 9.           | Кікі Бертенс      | No. 8   | Wuhan Open, КНР                           | Хард     | 3-е Коло    | 6–1, 7–6(11–9)     | No. 14     |
| 10.          | Ешлі Барті        | No. 1   | Wuhan Open, КНР                           | Хард     | Півфінал    | 7–5, 6–4           | No. 14     |
| 11.          | Кікі Бертенс      | No. 10  | WTA Elite Trophy, КНР                     | Хард     | Фінал       | 6–4, 6–2           | No. 14     |
| Тур WTA 2020 |                   |         |                                           |          |             |                    |            |
| 12.          | Сімона Халеп      | No. 4   | Adelaide International, Австралія         | Хард     | Чвертьфінал | 6–4, 6–2           | No. 12     |

## Участь у Fed Cup

### Одиночний розряд
| Рік                                | Стадія                | Дата              | Місце                 | Супротивник | Покриття  | Опонент                | В/П | Рахунок            |
| ---------------------------------- | --------------------- | ----------------- | --------------------- | ----------- | --------- | ---------------------- | --- | ------------------ |
| 2017 Кубок Федерації Світова група | Чвертьфінал           | 11 лютого 2017    | Мінськ, Білорусь      | Нідерланди  | Хард (i)  | Кікі Бертенс           | П   | 6–3, 6–7(6–8), 4–6 |
| 2017 Кубок Федерації Світова група | Чвертьфінал           | 12 лютого 2017    | Мінськ, Білорусь      | Нідерланди  | Хард (i)  | Міхаелла Крайчек       | В   | 7–6(7–5), 6–4      |
| 2017 Кубок Федерації Світова група | Півфінал              | 22 квітня 2017    | Мінськ, Білорусь      | Швейцарія   | Хард (i)  | Тімеа Бачинскі         | П   | 4–6, 5–7           |
| 2017 Кубок Федерації Світова група | Півфінал              | 23 квітня 2017    | Мінськ, Білорусь      | Швейцарія   | Хард (i)  | Вікторія Голубич       | В   | 6–3, 2–6, 6–4      |
| 2017 Кубок Федерації Світова група | Фінал                 | 11 листопада 2017 | Мінськ, Білорусь      | США         | Хард (i)  | Слоун Стівенс          | В   | 6–3, 3–6, 6–4      |
| 2017 Кубок Федерації Світова група | Фінал                 | 12 листопада 2017 | Мінськ, Білорусь      | США         | Хард (i)  | Коко Вандевей          | П   | 6–7(5–7), 1–6      |
| 2018 Кубок Федерації Світова група | Чвертьфінал           | 10 лютого 2018    | Мінськ, Білорусь      | Німеччина   | Хард (i)  | Татьяна Марія          | В   | 4–6, 6–1, 6–2      |
| 2018 Кубок Федерації Світова група | Чвертьфінал           | 11 лютого 2018    | Мінськ, Білорусь      | Німеччина   | Хард (i)  | Антонія Лоттнер        | В   | 6–3, 5–7, 6–2      |
| 2018 Кубок Федерації Світова група | Плей-офф              | 21 квітня 2018    | Мінськ, Білорусь      | Словаччина  | Хард (i)  | Вікторія Кужмова       | П   | 2–6, 6–2, 6–7(5–7) |
| 2018 Кубок Федерації Світова група | Плей-офф              | 22 квітня 2018    | Мінськ, Білорусь      | Словаччина  | Хард (i)  | Анна Кароліна Шмідлова | В   | 6–3, 6–4           |
| 2019 Кубок Федерації Світова група | Чвертьфінал           | 9 лютого 2019     | Брауншвейг, Німеччина | Німеччина   | Хард (i)  | Андреа Петкович        | В   | 6–2, 6–1           |
| 2019 Кубок Федерації Світова група | Чвертьфінал           | 10 лютого 2019    | Брауншвейг, Німеччина | Німеччина   | Хард (i)  | Лаура Зігемунд         | В   | 6–1, 6–1           |
| 2019 Кубок Федерації Світова група | Півфінал              | 20 квітня 2019    | Брисбен, Австралія    | Австралія   | Хард      | Саманта Стосур         | В   | 7–5, 5–7, 6–3      |
| 2019 Кубок Федерації Світова група | Півфінал              | 21 квітня 2019    | Брисбен, Австралія    | Австралія   | Хард      | Ешлі Барті             | П   | 2–6, 2–6           |
| 2020-21 Кубок Федерації            | Кваліфікаційний раунд | 7 лютого 2020     | Гаага, Нідерланди     | Нідерланди  | Ґрунт (i) | Аранча Рус             | В   | 6–2, 6–3           |
| 2020-21 Кубок Федерації            | Кваліфікаційний раунд | 8 лютого 2020     | Гаага, Нідерланди     | Нідерланди  | Ґрунт (i) | Кікі Бертенс           | П   | 4–6, 4–6           |

### Парний розряд
| Рік                                | Стадія                | Дата              | Місце              | Супротивник | Покриття  | Партнер             | Опонент                            | В/П | Рахунок             |
| ---------------------------------- | --------------------- | ----------------- | ------------------ | ----------- | --------- | ------------------- | ---------------------------------- | --- | ------------------- |
| 2016 Кубок Федерації Світова група | Плей-офф              | 17 квітня 2016    | Москва, Росія      | Росія       | Ґрунт (i) | Ольга Говорцова     | Дарія Касаткіна Олена Весніна      | П   | 4–6, 2–6            |
| 2017 Кубок Федерації Світова група | Фінал                 | 12 листопада 2017 | Мінськ, Білорусь   | США         | Hard (i)  | Олександра Саснович | Шелбі Роджерс Коко Вандевей        | П   | 3–6, 6–7(3–7)       |
| 2018 Кубок Федерації Світова група | Чвертьфінал           | 11 лютого 2018    | Мінськ, Білорусь   | Німеччина   | Хард (i)  | Лідія Морозова      | Анна-Лена Гренефельд Татьяна Марія | П   | 7–6(7–4), 5–7, 4–6  |
| 2019 Кубок Федерації Світова група | Півфінал              | 21 квітня 2019    | Брисбен, Австралія | Австралія   | Хард      | Вікторія Азаренко   | Ешлі Барті Саманта Стосур          | П   | 5–7, 6–3, 2–6       |
| 2020-21 Кубок Федерації            | Кваліфікаційний раунд | 8 лютого 2020     | Гаага, Нідерланди  | Нідерланди  | Ґрунт (i) | Олександра Саснович | Кікі Бертенс Демі Схюрс            | В   | 4–6, 6–3, 7–6(10–8) |